# Zwijnaarde
Zwijnaarde is een wijk en deelgemeente van de stad Gent in de Belgische provincie Oost-Vlaanderen, het was een zelfstandige gemeente tot aan de gemeentelijke herindeling van 1977.
Zwijnaarde ligt op 6,5 km van Gent-centrum. Het is ten noorden begrensd door Sint-Denijs-Westrem en Gent-centrum, ten oosten door de Schelde en Merelbeke, ten zuiden door Schelderode en ten westen door Zevergem en De Pinte.

## Geschiedenis
De oudste vermelding (in 1088), Suinarda, zou etymologisch afkomstig zijn van "Zwin" (kreek of moerassige grond) en "aarde", of aan overstromingen onderworpen grond.

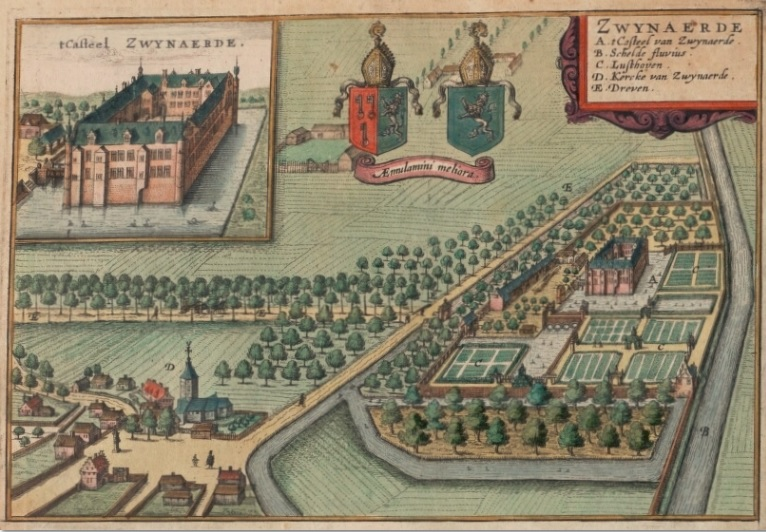
Zwijnaarde in de eerste helft van de 17e eeuw (afbeelding uit Flandria illustrata, 1641)

Zwijnaarde was van 1344 tot 1696 in het bezit van de abten van de Sint-Pietersabdij in Gent. Ze noemden zich de heren van Zwijnaarde en lieten er een buitenverblijf bouwen (heden het zogeheten "Kasteel van Zwijnaarde"). Dit kasteel werd sedert 1420 gebruikt als verblijfplaats voor de Graven van Vlaanderen, de nacht voor ze in de Sint-Pietersabdij de investituur ontvingen en hun blijde intrede deden te Gent. Onder meer was het kasteel ook tijdelijke woonplaats van Isabella van Habsburg, zuster van keizer Karel V en echtgenote van Christiaan II, koning van Denemarken. Ze stierf er op 15 januari 1526.
Het kasteel werd verwoest tijdens de beeldenstorm van 1578 en wederopgebouwd in de 17e eeuw door Joachim Arseen Schayck, abt van de Sint-Pietersabdij. In 1797 werd het door de Fransen openbaar verkocht.
Sinds de 19e eeuw is het eigendom van de familie della Faille d'Huysse. Een afstammeling uit deze adellijke familie, baron Etienne della Faille d'Huysse (1892-1975), was gedurende 53 jaar burgemeester van Zwijnaarde, van 1921 tot 1975. In ca. 1836 werd het kasteel herbouwd in neoclassicistische stijl, verwoest tijdens de Eerste Wereldoorlog in 1918 en nogmaals wederopgebouwd in 1922, in neorococostijl.
Het is sinds de fusie in 1977 een van de 14 deelgemeenten van Gent.

## Geografie

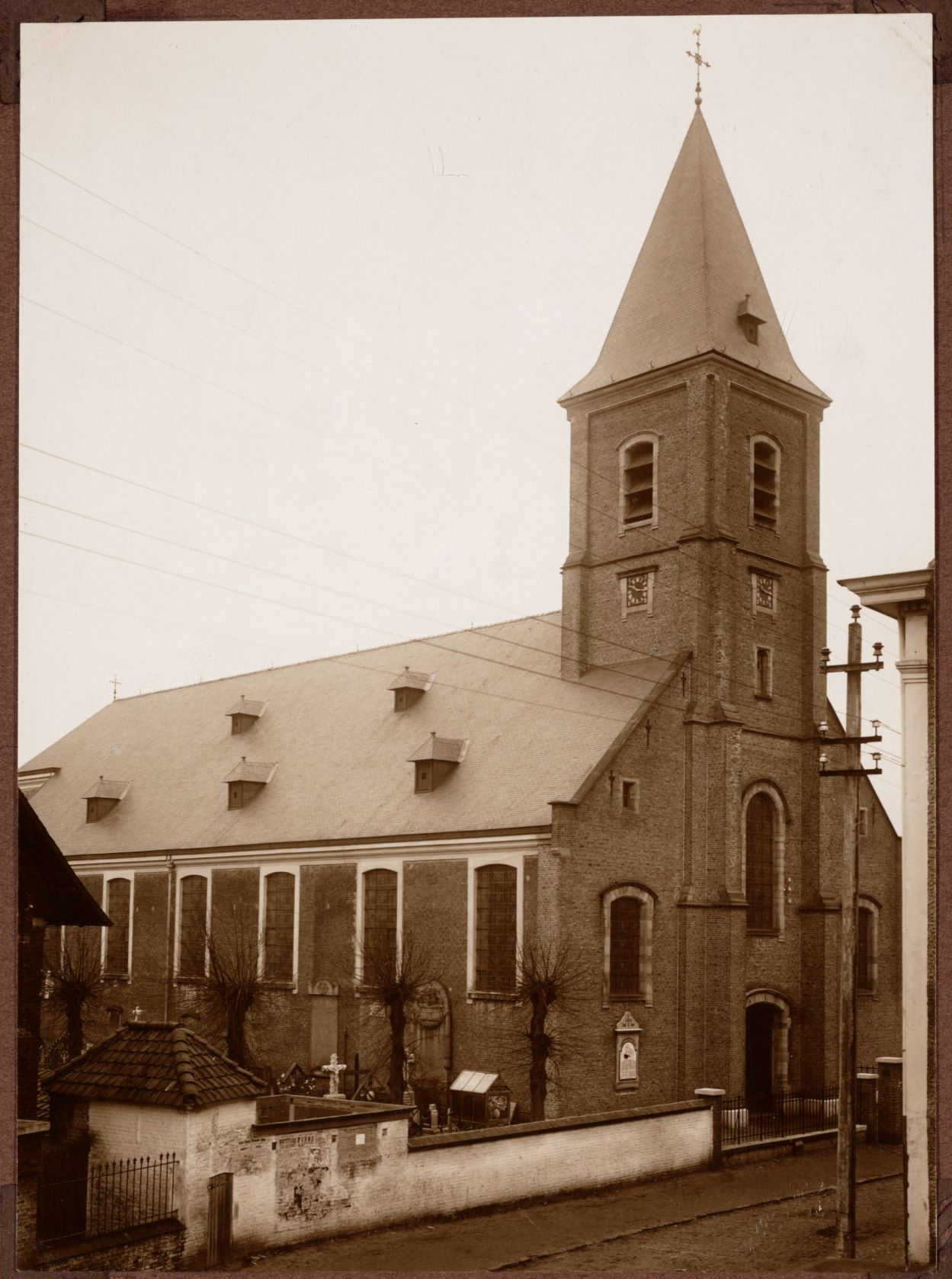
Wederopbouw kerk van Zwijnaarde ca 1921

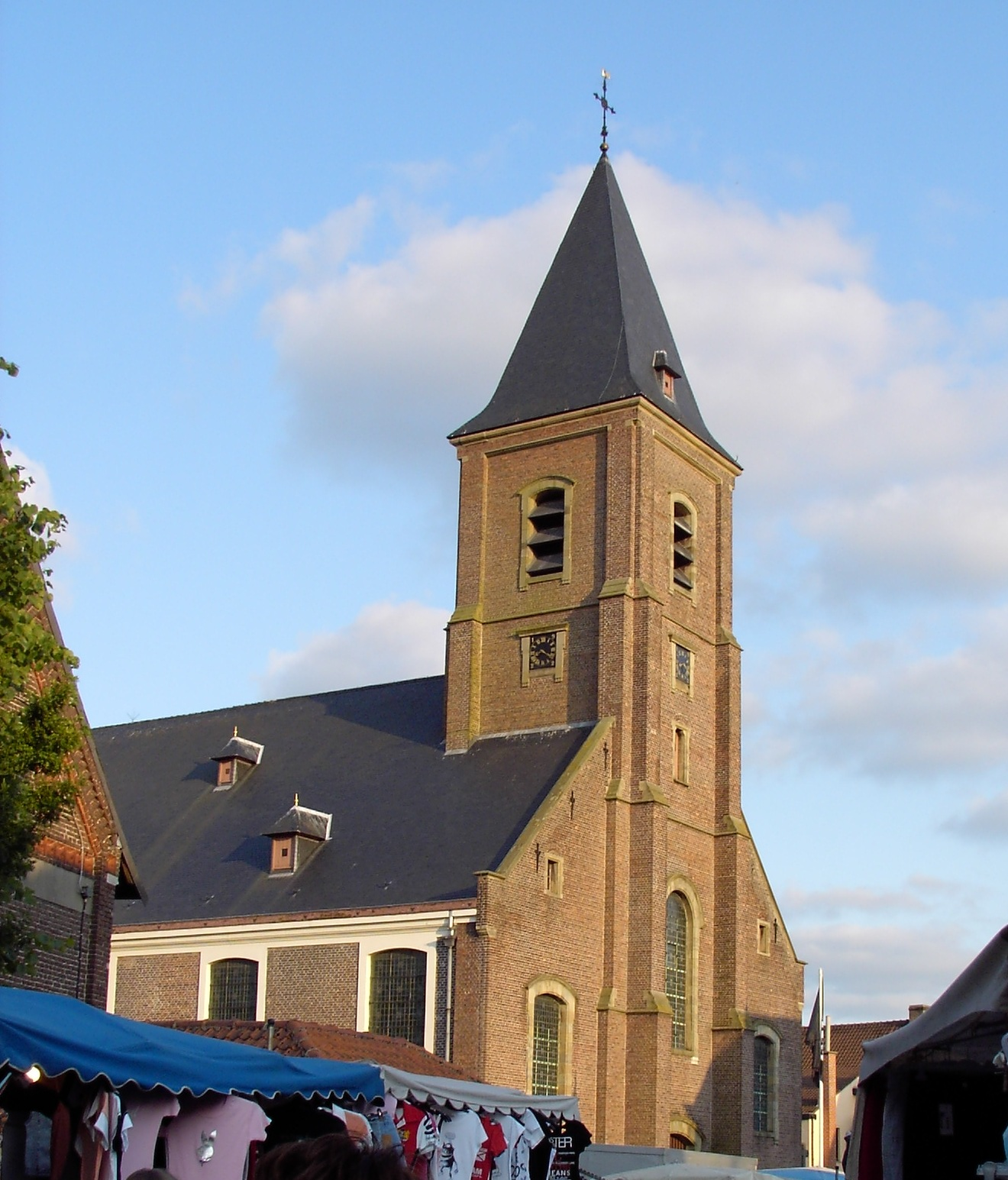
De Sint-Niklaaskerk te Zwijnaarde

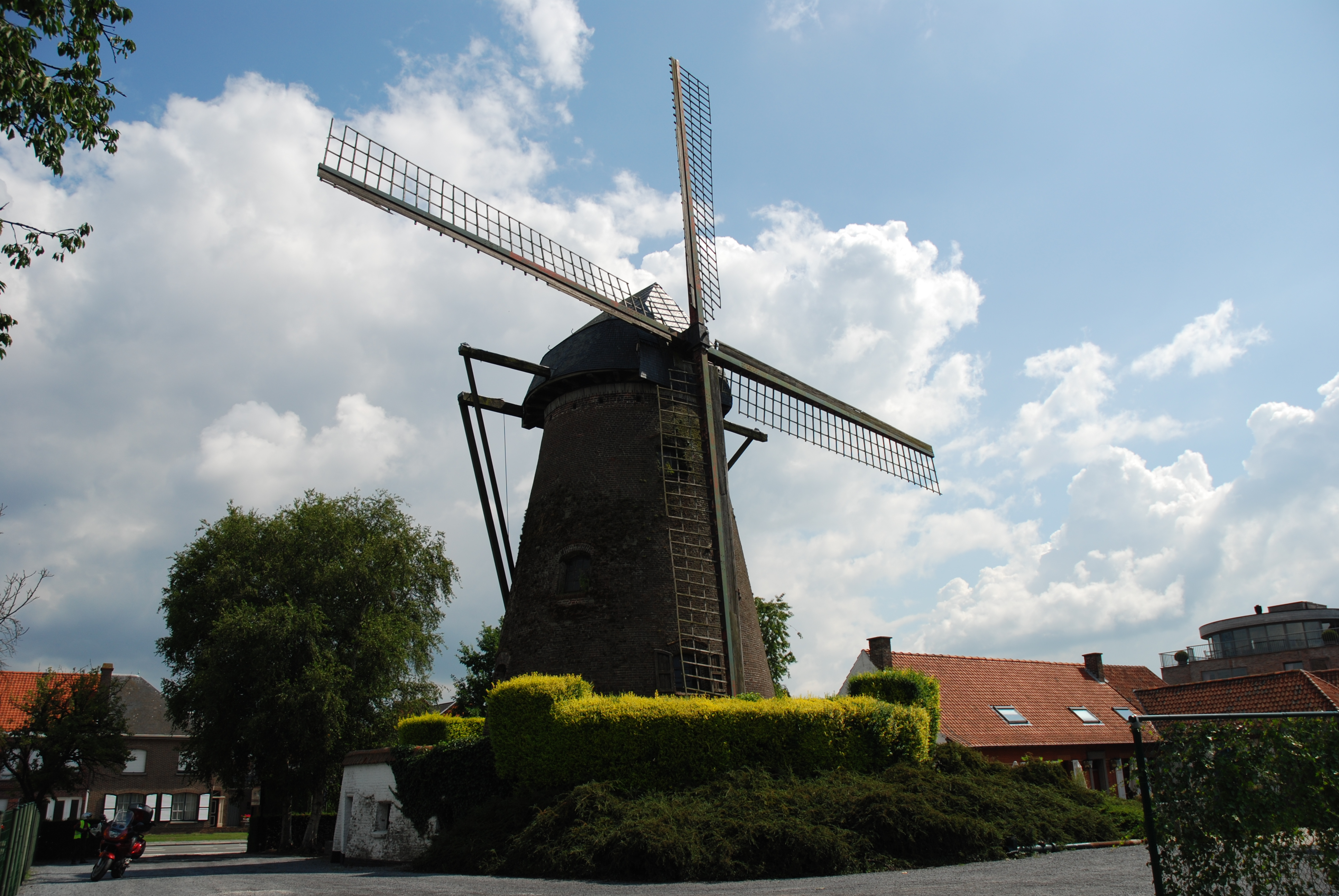
De Windmolen

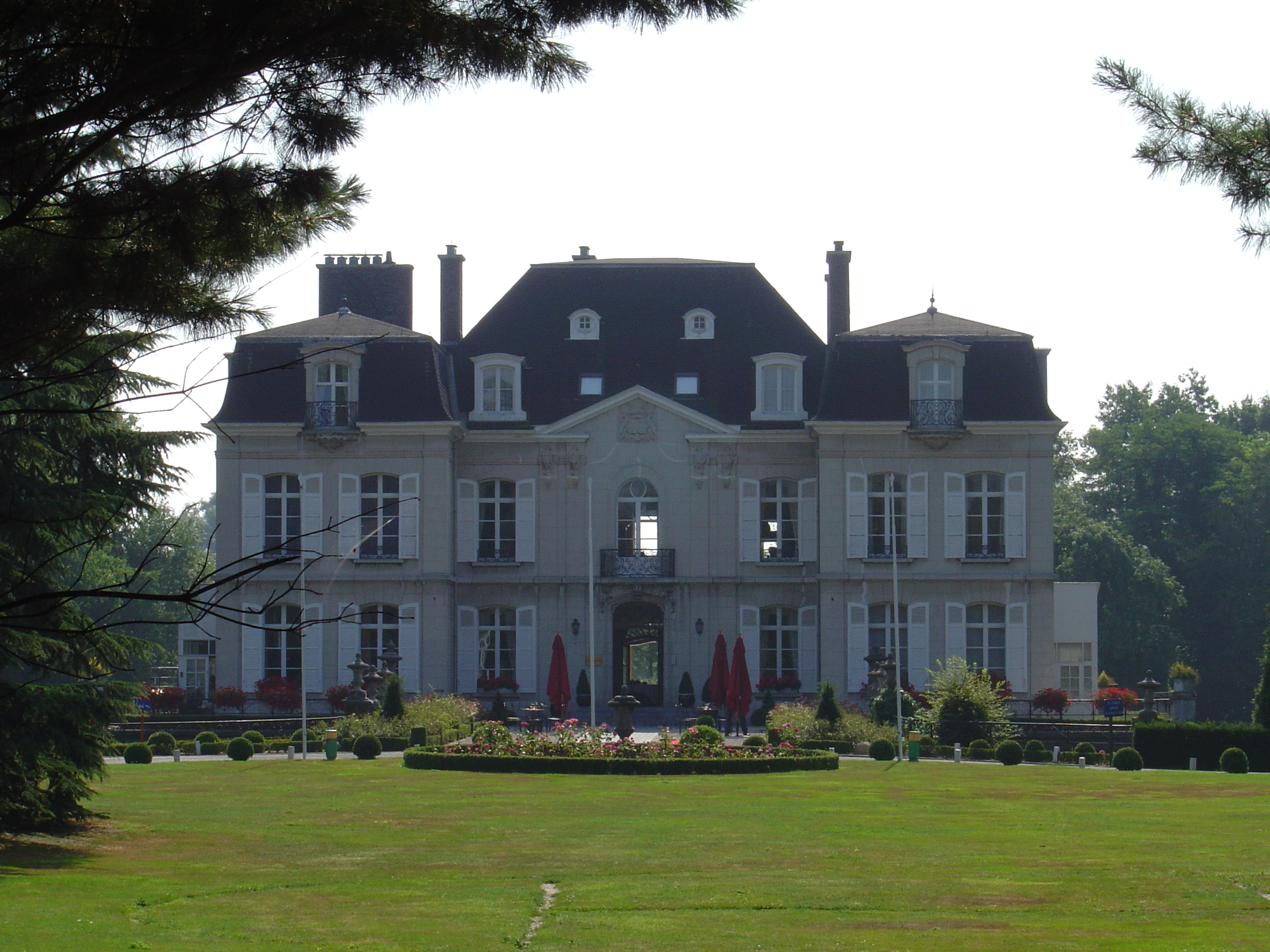
Kasteel van Zwijnaarde, voorzijde

Aanvankelijk was Zwijnaarde een zeer landelijke gemeente. Er liep een Romeinse heirbaan door die Gent via Oudenaarde met de Franse stad Bavay verbond. Sedert de 20e eeuw wordt het dorp doorkruist en versnipperd door belangrijke verkeerswegen: de autosnelwegen A10/E40) Oostende-Brussel (1950) en de A14/E17 naar Antwerpen (1970) en Kortrijk, met de verkeerswisselaar van Zwijnaarde ten noorden van de dorpskom; de Ringvaart (1969) in het noorden en ten slotte de expresweg Gent-Oudenaarde-Valenciennes als rechttrekking van het oude tracé van de voornoemde Romeinse heirbaan (1971).
Het zuidelijk en westelijk deel van de gemeente bleef vrij landelijk met nog verschillende kastelen met omringende parken, onder meer Rijvissche (16e eeuw met 18e-eeuwse uitbreiding), 't Nieuwgoed (1928), het Predikherenhof (1909) en 't Hoedje, nu kasteel "De Klosse" (1845).
Ertussen komen steeds meer verschillende verkavelingen voor (Rijvisschepark, Hekers, Vogelheide, Ten Bos). In de N.O.-hoek van de gemeente werden verschillende industrieën ingeplant (industriepark Domo, enz.) alsook nieuwe sociale woonwijken (onder meer 't Roosje, 1960). Grootschalige diensten zijn er in de Tramstraat en de universitaire campus annex "Technologiepark" Ardoyen, waar o.a. bedrijven als Innogenetics gevestigd zijn.

## Demografische ontwikkeling
- Bronnen:NIS, Opm:1831 tot en met 1970=volkstellingen; 1976 = inwoneraantal op 31 december

## Bezienswaardigheden
- De Sint-Niklaaskerk dateert van 1775. De toren werd in november 1918 opgeblazen en in 1920 heropgebouwd. De pastorie is van 1790. De kiosk op het dorpsplein is van 1903. Op de hoek Heerweg-Noord en Tramstraat staat een stenen beltmolen (ca.1700), oorspronkelijk oliemolen, later ook graanmolen met molenaarshuis, sedert 1945 beschermd monument en in 1971-72 gerestaureerd.
- Het Kasteel De Klosse aan de Grotesteenweg-Zuid
- Het Kasteel Nieuwgoed aan de Grotesteenweg-Zuid
- Het Kasteel van Zwijnaarde aan de Joachim Schayckstraat
- Het Kasteel Rijvissche aan de Rijvisschestraat
- Het Kasteel Puttenhove aan de Putstraat
- Het Predikherenhof aan de Heistraat
- Het voormalig Kasteel de Ghellinck aan de Hutsepotstraat
- De Molen Sonneville aan de Heerweg-Noord

## Natuur en landschap
Zwijnaarde ligt aan de Schelde en aan de Gentse Ringvaart. Zwijnaarde maakt deel uit van de Gentse agglomeratie. Het ligt op een hoogte van 7-9 meter. De bodem is zandig.
Een belangrijk gebied waarin natuur en cultuurhistorie samenkomen is de Kastelensite.

## Geboren in Zwijnaarde
- Benoni Beheyt (1940), voormalig wielrenner

## Overleden
- Evelyne Axell (1935-1972), kunstschilder, actrice en tv-presentatrice

## Beroemde inwoner
- Karel van de Woestijne – Een van de beroemdste inwoners van Zwijnaarde was de dichter Karel van de Woestijne (1878-1929). Hij vestigde zich in 1925 in "La Frondaie" op de Oude IJzerenweg 2 (nu Leebeekstraat) waar hij overleed op 24 augustus 1929.
- Rudy Matthys – Een voormalig profwielrenner (Hitachi–Splendor) uit de periode 1981–1988. Matthys, een begenadigd sprinter, is een viervoudig etappewinnaar in de Ronde van Frankrijk, waaronder de koninginnenspurt op de Avenue des Champs-Élysées in 1985. Matthys is afkomstig uit Eeklo, maar is woonachtig te Zwijnaarde.

- Carolus (Karel) Vindevogel – De bronskunstgieterij Vindevogel was gevestigd te Zwijnaarde in de toenmalige Koning Albertstraat (nu Tussen Beken). Zijn zonen Achiel en Geo Vindevogel (beeldhouwer, keramist) groeiden op in Zwijnaarde.

## Bier
Sinds 1993 wordt in opdracht van de Feestcommissie Zwijnaarde het bier Zwijntje gemaakt en verkocht door Brouwerij Van Steenberge.

## Nabijgelegen kernen
Gent, Merelbeke, Zevergem, Sint-Denijs-Westrem, De Pinte